# Pedro Ponce de León

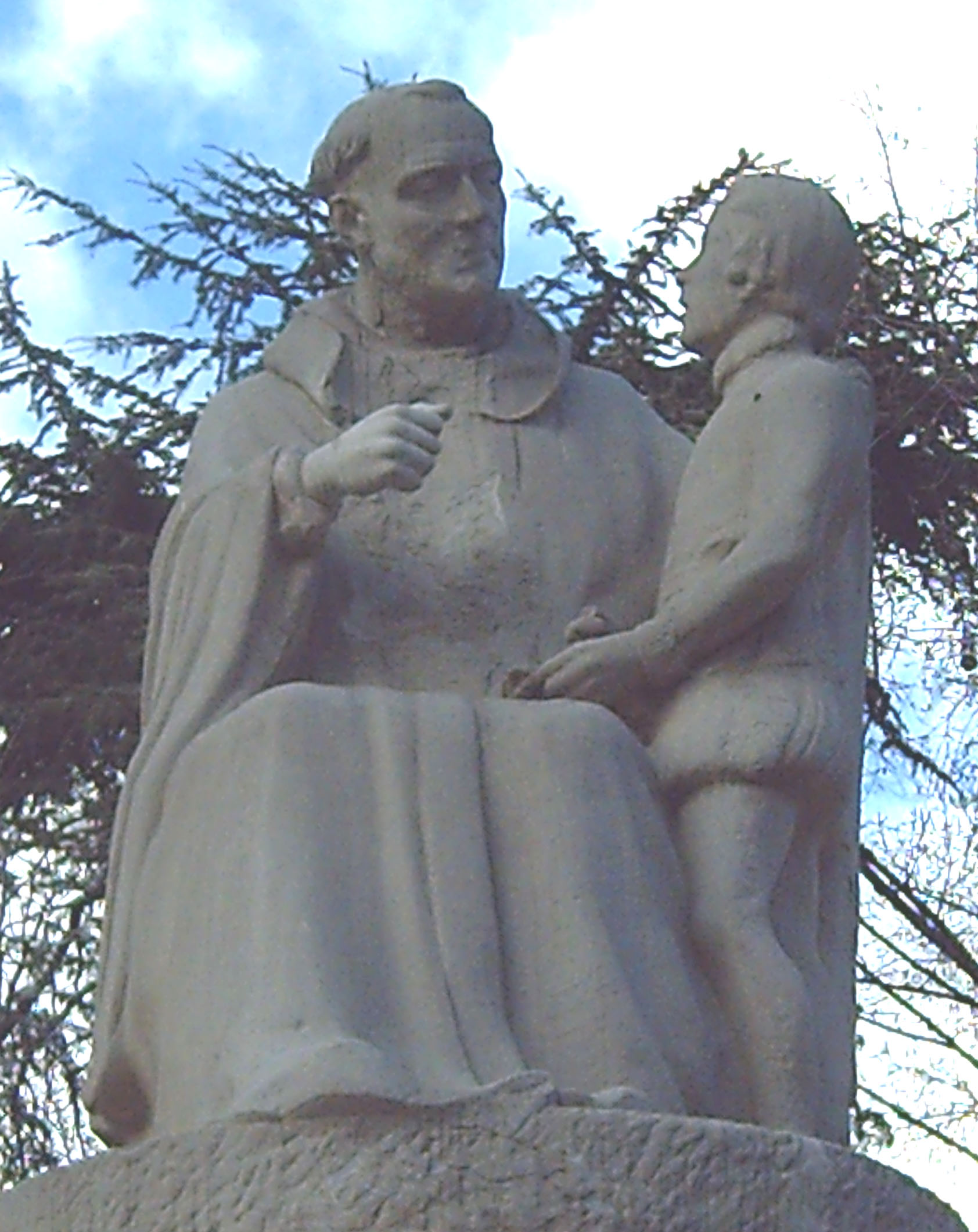
Skulptur in Madrid (1920)

Pedro Ponce de León (* 1516 in Sahagún, Provinz León; † wahrscheinlich am 29. August 1584 in Oña, Burgos, Kastilien und León) war ein spanischer Benediktinermönch. Er gilt als Initiator der Lautspracherziehung für Gehörlose in Spanien.
Vor ihm hatte der Benediktinermönch Vicente de Santo Domingo den im dritten Lebensjahr verstummten Maler Juan Fernández de Navarrete (1526–1579) unterrichtet und gefördert.

## Leben
Ponce de Leon war wahrscheinlich der Sohn des spanischen Seefahrers und Entdeckers Juan Ponce de León (1460–1521).
Ponce de Leon trat am 3. November 1526 in den Benediktinerorden im Kloster von Sahagún ein, wo er mehrere Jahre als Mönch lebte, bis er ins Kloster San Salvador nach Oña zog, wo er bis zu seinem Tode blieb.
Dort gründete er eine Schule für Gehörlose. Seine Schüler waren meist Kinder von wohlhabenden spanischen Aristokraten, die sich private Nachhilfe leisten konnte. Dazu kam, dass nach spanischem Recht Personen, die weder Sprache noch Schrift beherrschten, nicht als Erben auftreten durften. Um 1530 unterrichtete er die tauben Söhne Pedro und Francisco des Juan Fernández de Velasco y Tovar im Lesen, Schreiben, Rechnen und Sprechen.
Im 16. Jahrhundert war in Europa die Meinung vorherrschend, dass Gehörlose nicht bildungsfähig seien. Als Benediktinermönch befolgte Ponce de León jedoch die Benediktsregel, nach der alle Menschen völlig gleich und mit Respekt behandelt werden sollten.
Ponce de León konnte die Söhne des Juan Fernández de Velasco y Tovar offenbar erfolgreich unterrichten und lieferte damit einen frühen Beweis, dass Taube lesen, schreiben, denken und reden können.

## Werk
Ponce erzielte seine ersten Erfolge mit Gaspard Burgos, einem tauben Mann, der wegen seiner Schwierigkeiten mit der Lautsprache nicht in den Benediktinerorden aufgenommen wurde. Dank der Anleitung von Ponce lernte Burgos sprechen, konnte so sein Mönchsgelübde ablegen und später zahlreiche Bücher schreiben.
Seine Arbeit mit gehörlosen Kindern konzentrierte sich auf das Erlernen einer verständlichen Aussprache. Er lehrte sie auch schreiben und sich mit einfachen Gesten zu verständigen. Seine Methode umfasste das Fingerbuchstabieren, Schreiben und Sprechen, wobei man aufgrund des Buches von Bonet annehmen kann, dass er ein Fingeralphabet zum Buchstabieren und stilisierte Zeichen verwendete. Dieses Alphabet basierte möglicherweise auf der monastischen Gebärdensprache, die die Mönche wegen des Schweigegelübdes verwendeten.
Mit Ausnahme einer kurzen unvollständigen Aufzeichnung, die man 1986 im Archivo Histórico Nacional in Madrid fand, gibt es von ihm und seinem Nachfolger Manuel Ramírez de Carrión keine Schriften über die verwendete Methode. 1620 wurde von Juan Pablo Bonet, dem Sekretär des Juan Fernández de Velasco y Tovar, in seinem Buch „Reducción de las letras y arte para enseñar a ablar los mudos“ erstmals das sogenannte Fingeralphabet zur Kommunikation für Hörgeschädigte beschrieben.